# Kvarngölen (Risinge socken, Östergötland)
Kvarngölen är en sjö i Finspångs kommun i Östergötland och ingår i Motala ströms huvudavrinningsområde.